# Tygrysy (architekci)
Tygrysy – pseudonim autorskiego zespołu architektów utworzonego w latach 30. XX w. przez trzech studentów architektury w czasie studiów na Wydziale Architektury Politechniki Warszawskiej, którymi byli:
- Wacław Kłyszewski (1910–2000),
- Jerzy Mokrzyński (1909–1997),
- Eugeniusz Wierzbicki (1909–1991).

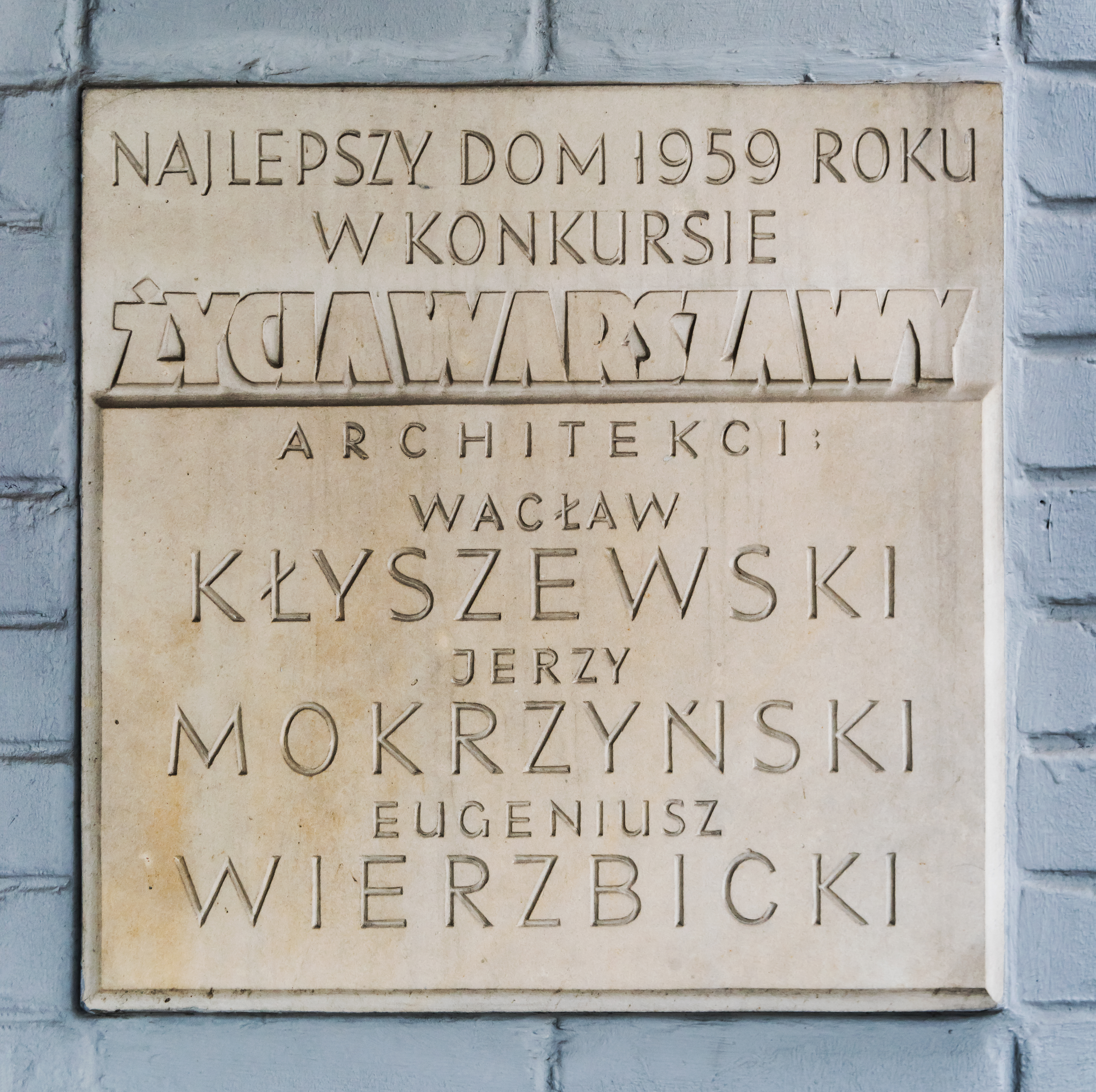
Tablica upamiętniająca nagrodę „Mistera Warszawy” przyznaną „Tygrysom” za budynek przy ul. Kredytowej 8 w Warszawie

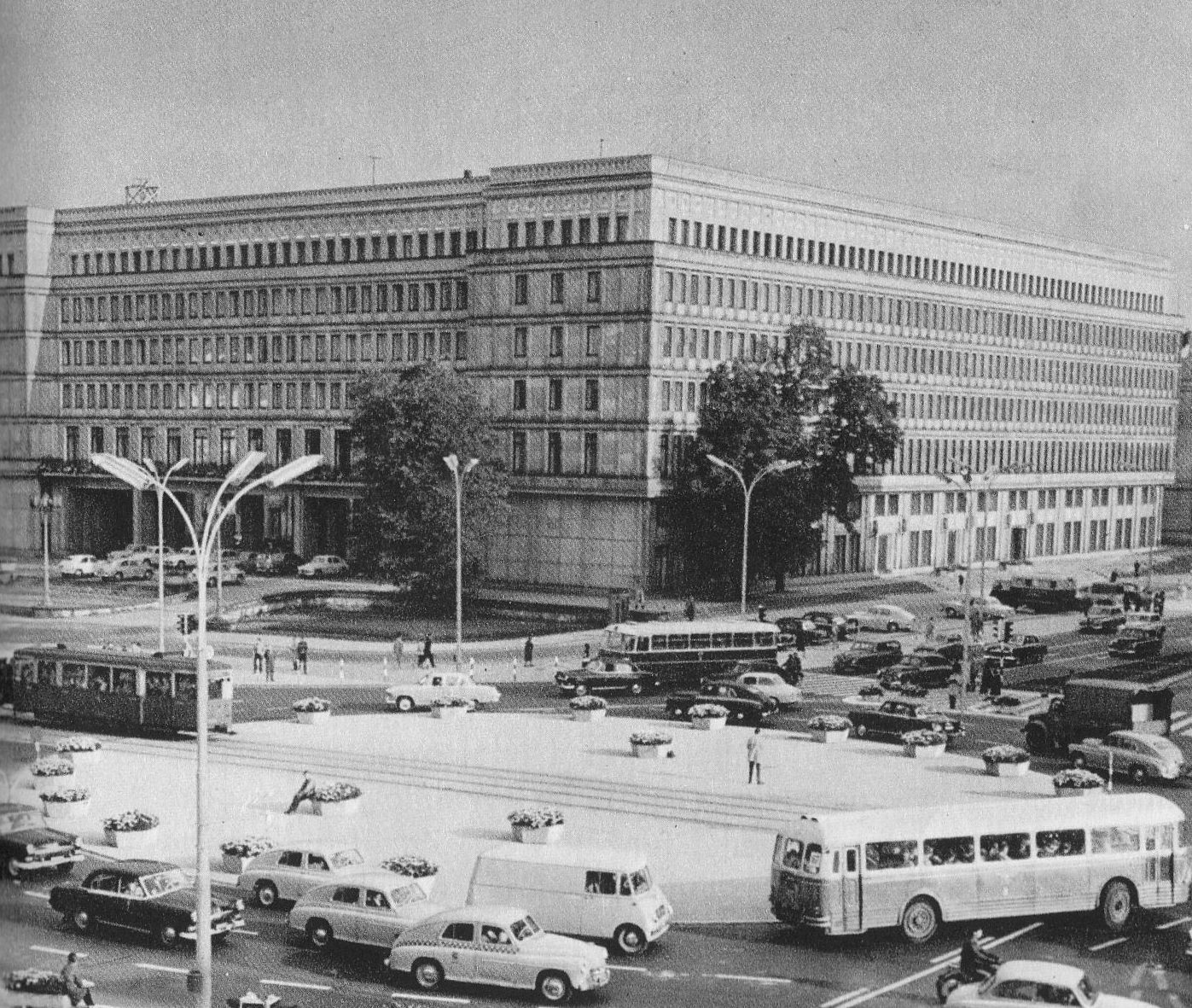
Gmach Domu Partii w Warszawie

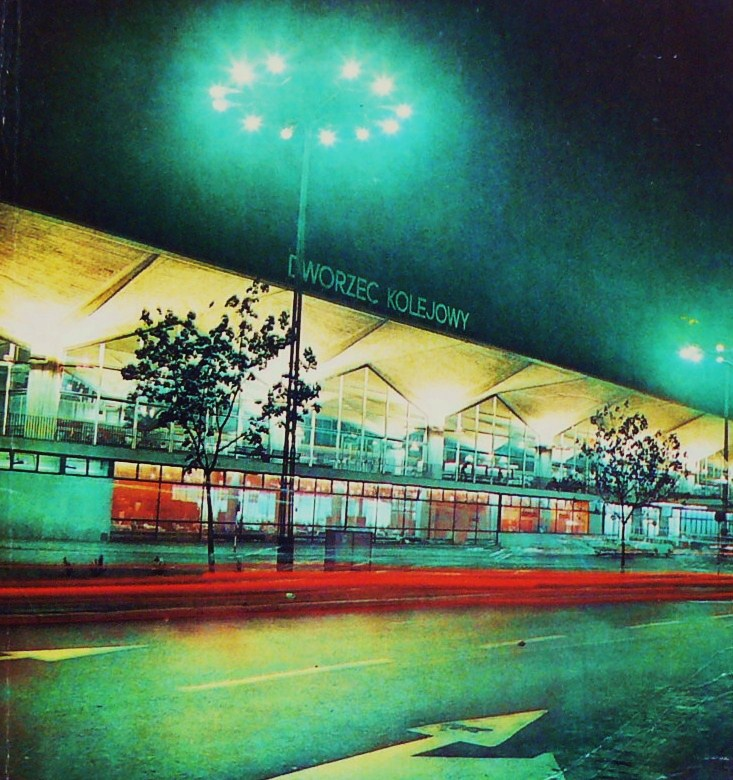
Dworzec kolejowy w Katowicach, 1969–1971 (1973)

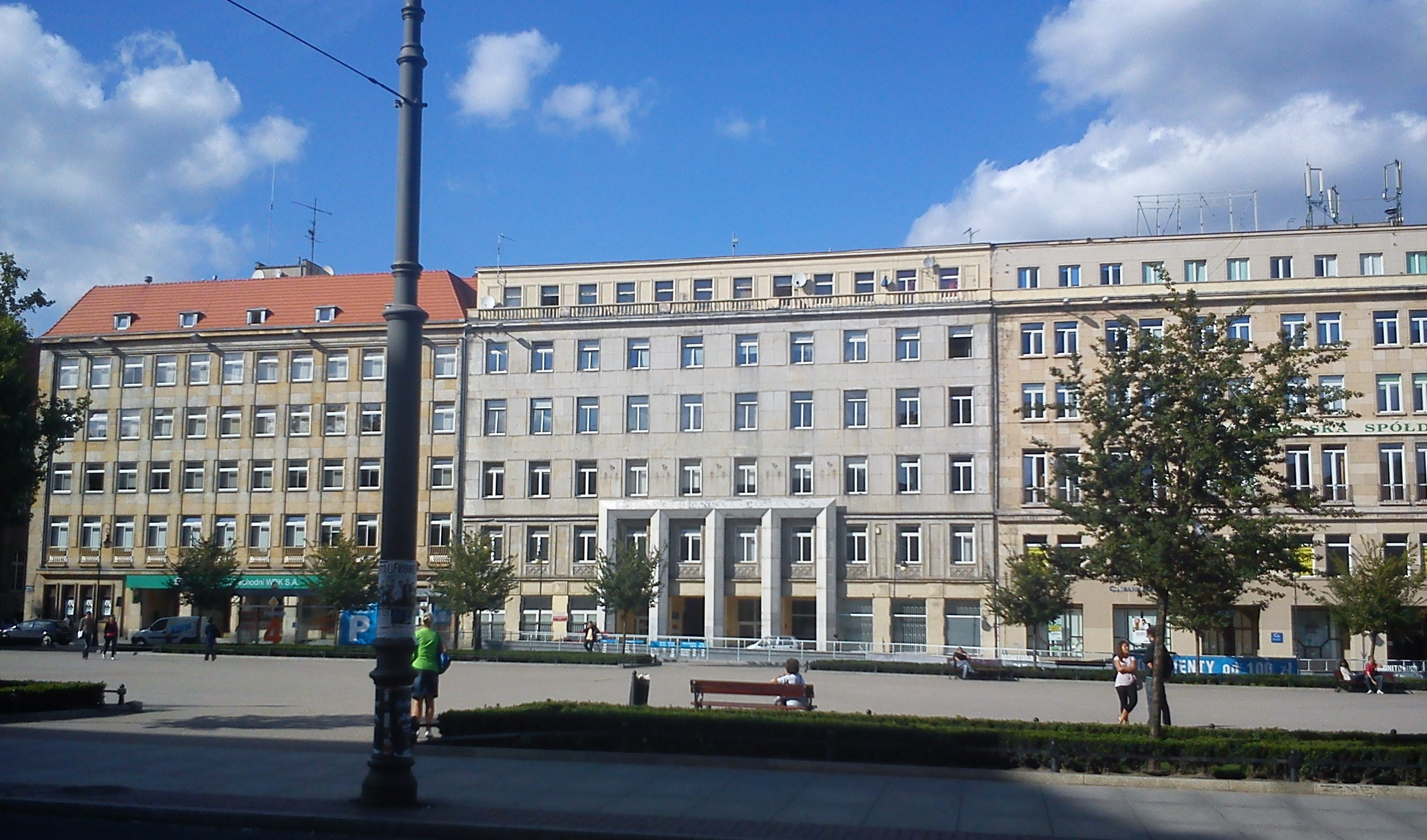
Budynek Banku Gospodarstwa Krajowego w Poznaniu (1938)

Pseudonim powstał w 1946 w związku z rysunkiem studentki architektury Aleksandry Wejchert, która po zajęciu przez ich trójkę pierwszego i drugiego miejsca w konkursie na centralę PKO przy ulicy Marszałkowskiej, umieściła na drzwiach ich pracowni w Biurze Odbudowy Stolicy rysunek trzech tygrysów rozszarpujących konkurentów w konkursach architektonicznych.

## Historia

### Lata studiów
W czasie studiów związani byli z prof. Rudolfem Świerczyńskim (W. Kłyszewski, E. Wierzbicki). E. Mokrzyński był asystentem prof. Czesława Przybylskiego oraz praktykował u Juliusza Żórawskiego. Pierwsze spotkania zawodowe grupy miały miejsce w domu przy ul. Grottgera 18 m. 11 w Warszawie. W 1936 przy ul. Podchorążych 101 powstała oficjalna pracownia zespołu. W 1939 według ich projektu powstał dom na Służewcu w Warszawie, w 1938 rozpoczęto budowę biurowca Banku Gospodarstwa Krajowego w Poznaniu (zrealizowany według zmienionej koncepcji).

### Lata 1939–1945
W. Kłyszewski po wzięciu udziału w obronie Woli w 1939 trafił do obozu jenieckiego w Spittal an der Drau, a później do Oflag II C Woldenberg. E. Wierzbicki zakończył walkę w 1939 pod Kockiem i znalazł się w Oflag II D Gross-Born (Kłomino). J. Mokrzyński po bitwie pod Kockiem wrócił do Warszawy i działał w konspiracji. Następnie wyjechał do Zakopanego, gdzie w 1941 zaprojektował dom Dańca, kominek w willi „Basia” oraz zajmował się nauczaniem w szkole melioracyjnej (m.in. uczęszczali do niej A.Franta i H.Buszko). Potem mieszkał w Zamościu, Rabce i Krakowie.
Ponowne spotkanie zespołu nastąpiło po wojnie w Biurze Odbudowy Stolicy w Warszawie.
Następnie pracowali w latach 1945–1949 jako asystenci na WAPW, w pracowni prowadzonej przez Bohdana Pniewskiego.

## Wybrane realizacje
- budynek Banku Gospodarstwa Krajowego w Poznaniu, 1938
- dom jednorodzinny na Służewcu, ul. Wróbla 3/5, Warszawa, 1939 (przebudowany po 1945)[3]
- Dom Partii[4], projekt 1947
- Dom Akademicki Uniwersytetu Warszawskiego (d. internat Wyższej Szkoły Nauk Społecznych, współcześnie hotel Hera)[5], 1953[6]
- Wyższa Szkoła Nauk Społecznych w Warszawie, 1954
- ośrodek „Orbis” w Łebie, 1957
- budynek mieszkalny przy ul. Kredytowej 8, pierwszy „Mister Warszawy” (1959)[7]
- dworzec kolejowy w Katowicach, proj. 1959
- pawilon kolejowy przy pl. Andrzeja w Katowicach, 1964
- Domek Myśliwski w Białowieży, 1964
- Ośrodek Szkolenia Agencji Wywiadu, 1970/71
- Dom Marynarza w Szczecinie, 1972
- Filharmonia w Rzeszowie, 1974
- Białostocki Teatr Lalek, uk. 1979[8]
- Muzeum Przyrodnicze Tatrzańskiego Parku Narodowego w Zakopanem, 1980.